# Caloparyphus crucigerus
Caloparyphus crucigerus är en tvåvingeart som först beskrevs av Daniel William Coquillett 1902.  Caloparyphus crucigerus ingår i släktet Caloparyphus och familjen vapenflugor. Inga underarter finns listade i Catalogue of Life.